# Эврикома длиннолистая
Эврикома длиннолистная (лат. Eurycoma longifolia) — вид кустарниковых растений из семейства Симарубовых. Произрастает на территории Индонезии, Малайзии, во Вьетнаме, Таиланде и Лаосе. Общие названия: Тонгкат Али (Малайзия), Пасак Буми (Индонезия), Кэй Ба Бинь (дерево, которое лечит сотни болезней), малайзийский женьшень и др.
Наибольшую популярность эврикома длиннолистная получила как афродизиак для усиления либидо.
Эврикома длиннолистная известна под разными названиями:
- по-малайски — penawar pahit, penawar bias, bedara merah, bedara putih, lempedu pahit, payong ali, tongkat baginda, muntah bumi, petala bumi, tongkat ali (тонгкат али);
- по-индонезийски — bidara laut, пасак буми;
- по-гавански — babi kurus;
- по-вьетнамски — cây bá bệnh.

## Рост
Эврикома длиннолистная — это небольшое вечнозелёное дерево, растущее высотой до 15 м (49 футов), с расположенными по спирали перистыми листьями 20-40 см (8-16 дюймов) в длину с 13-41 листочками. Цветки двуполые с мужскими и женскими цветами на разных деревьях, они собраны в больших метёлках, каждый цветок с 5-6 очень маленькими лепестками. Плоды зелёного цвета, после созревания — тёмно-красные, 1-2 см длиной и 0,5-1 см шириной.

## Применение в медицине
С давних пор эврикома длиннолистная использовалась для лечения малярии, язв желудка и двенадцатиперстной кишки, опухолей, как противовоспалительное, жаропонижающее и антибактериальное средство. По данным нескольких исследований, прием эврикомы длиннолистной перорально позволяет улучшить качество семени у мужчин с бесплодием. Кора эврикомы также используется наружно для лечения ран, язв, сифилитических язв, а также помогает от мигрени. Но, прежде всего на рынке это растение пользуется популярностью благодаря свойствам афродизиака.

## Применение в спорте
В спорте эврикома длиннолистная используется для набора мышечной массы и увеличения выносливости. Это связано со способностью экстракта корня повышать выработку тестостерона.